# Список царів Аргоса
Список царів Аргоса та їх родовід наведено за Павсанієм, якщо не вказане інше.
- Інах — перший цар[1], також річкове божество
- Фороней — син Інаха, другий цар[1]
- Апіс[en] — третій цар[1], син Форонея, помер бездітним[2]
- Аргос — син Апіса[1], внук Форонея, вважався сином Зевса; не син Апіса[2]
- Кріас[en] — п'ятий цар[1], син Аргоса[2][3]
- Форбант — син Аргоса, шостий цар[1]
- Тріоп — син Форбанта, сьомий цар[1] або син Піранта[en] [3]
- Яс — син Тріопа або Аргоса[2]
- Агенор — син Тріопа
- Кротоп — син Агенора
- Стенел — син Кротопа, дев'ятий цар[1]
- Геланор або Пеласг[de][3] — син Стенела, віддав трон Данаю
- Данай — батько 50 дочок, Данаїд, десятий цар[1]
- Лінкей — зять Даная
- Абант — син Лінкея
- Пройт — син Абанта. Разом з Акрісієм розділив царство
- Акрісій — син Абанта
- Персей — внук Акрісія по матері
- Мегапент[en] — син Пройта, обмінявся з Персеєм царствами
- Аргей[en]

## Анаксагоріди
- Анаксагор — син Мегапента
- Алектор[de] — син Анаксагора
- Іфіс[de] — син Алектора
- Стенол[en] — син Капанея, племінник Іфіса
- Кілараб[en] — син Стенола, бездітний

### Родовід Мелампода
- Мелампод — син Амітаона
- Антифат[de]
- Оїкл — син Мантія
- Амфіарай — син Оїкла
- Амфілох — син Амфіарая

### Родовід Біанта
- Біант[en] — син Амітаона
- Талай — син Біанта
- Адраст — син Талая
- Діомед — син Деїпіли (Деїфіли), доньки Адраста[2][3]
- Кіаніпп[de] — син Егіалея, помер бездітним

## Пелопіди[ru]
- Орест — син Агамемнона
- Тісамен — син Ореста, вигнаний Гераклідами — Теменом, Кресфонтом та синами Арістодема в Ахею

## Геракліди
- Темен — син Арістомаха
- Деїфонт — зять Темена
- Кейс[en] — старший син Темена. Народ обмежив йому та його нащадкам владу, залишивши лише царське ім'я
- Медон[de] — син Кейса
- Марон[de] — син Кейса, брат Медона
- Тестій[de] (дав.-гр. Θέστιος) — син Марона або Кейса[4]
- Мероп[de] — син Тестія[4]
- Арістодамід[sk] (дав.-гр. Αριστοδαμίδας) — син Меропа[4]
- Фідон або Фейдон — десятий нащадок Темена[5]
- Леокед[de] — син Фейдона[6]
- Мельт[de] — син Леокеда, десятий потомок Медона. Народ позбавив його влади